# Тацит (лунный кратер)
Кратер Тацит (лат. Tacitus) — крупный ударный кратер в южном полушарии видимой стороне Луны. Название присвоено в честь древнеримского историка Публия Корнелия Тацита (ок.55-120) и утверждено Международным астрономическим союзом в 1935 г. Образование кратера относится к позднеимбрийскому периоду.

## Описание кратера

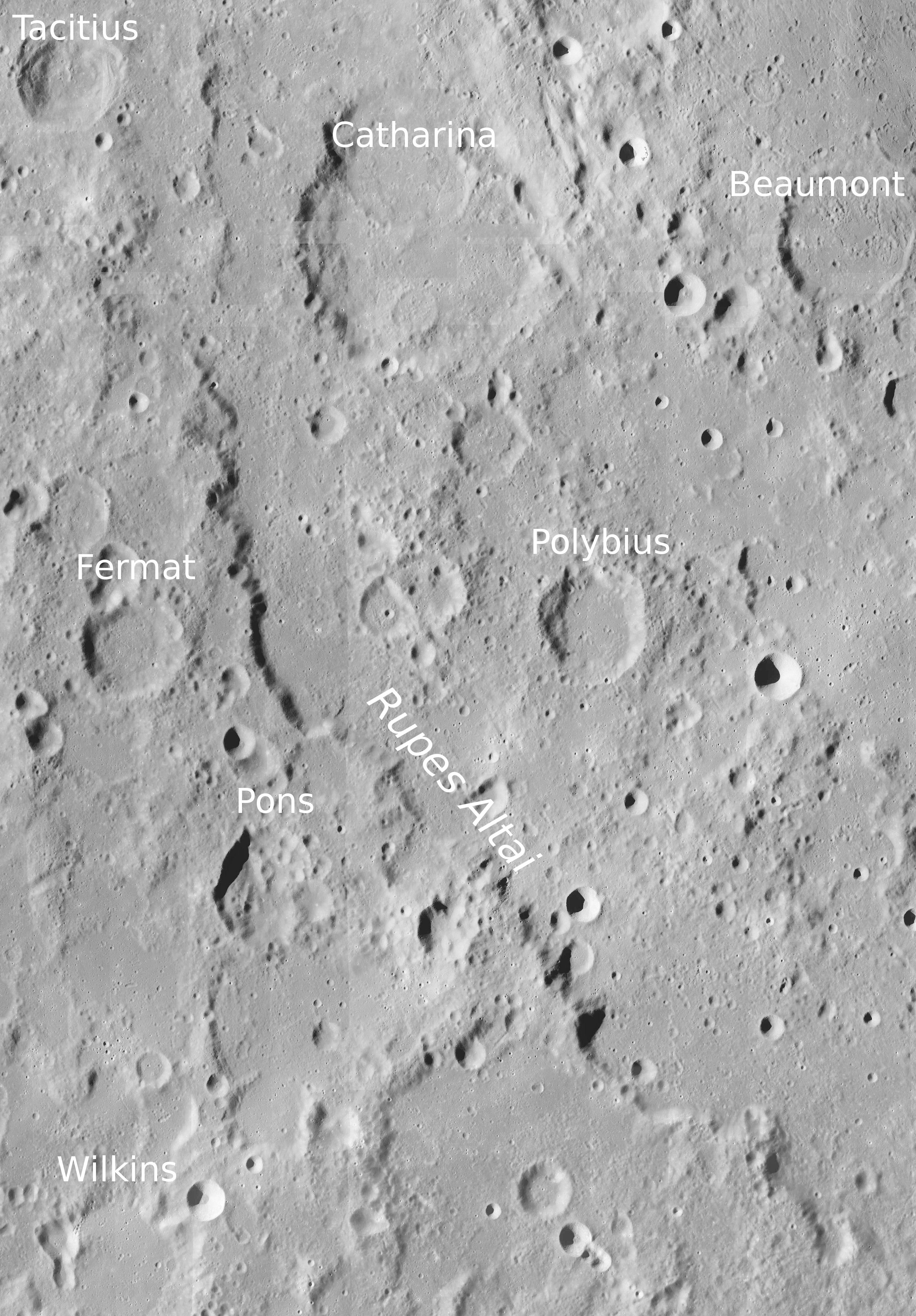
Окрестности кратера Тацит. Снимок зонда Lunar Reconnaissance Orbiter.

Ближайшими соседями кратера Тацит являются кратер Аль-Мамун на западе; кратер Абу-ль-Фида на западе-северо-западе; кратер Декарт на северо-западе; кратер Кант на севере; кратер Кирилл на северо-востоке и кратер Катарина на востоке-юго-востоке. На юге от кратера расположена цепочка кратеров Абу-ль-Фиды, сателлитные кратеры Тацит F, G и H являются ее элементами. Селенографические координаты центра кратера 16°12′ ю. ш. 18°57′ в. д. / 16,2° ю. ш. 18,95° в. д., диаметр 39,8 км, глубина 2840 м.

Кратер Тацит имеет полигональную форму c выступом в восточной части и умеренно разрушен.  Вал несколько сглажен, но сохранил достаточно четкие очертания, в северной части вала имеется понижение. Внутренний склон вала с сглаженными остатками террасовидной структуры. Высота вала над окружающей местностью достигает 1020 м, объем кратера составляет приблизительно 1100 км³. Дно чаши пересеченное, от северной части внутреннего склона отходит узкий хребет достигающий небольшого центрального пика высотой около 500 м.

## Сателлитные кратеры
| Тацит | Координаты                                            | Диаметр, км |
| ----- | ----------------------------------------------------- | ----------- |
| A     | 17°28′ ю. ш. 20°28′ в. д. / 17,47° ю. ш. 20,46° в. д. | 10,2        |
| B     | 14°03′ ю. ш. 20°27′ в. д. / 14,05° ю. ш. 20,45° в. д. | 12,2        |
| C     | 13°42′ ю. ш. 19°47′ в. д. / 13,7° ю. ш. 19,79° в. д.  | 9,0         |
| D     | 13°31′ ю. ш. 20°55′ в. д. / 13,52° ю. ш. 20,92° в. д. | 22,6        |
| E     | 13°57′ ю. ш. 20°08′ в. д. / 13,95° ю. ш. 20,13° в. д. | 8,8         |
| F     | 17°05′ ю. ш. 17°33′ в. д. / 17,09° ю. ш. 17,55° в. д. | 9,8         |
| G     | 17°28′ ю. ш. 18°14′ в. д. / 17,46° ю. ш. 18,23° в. д. | 6,1         |
| H     | 17°50′ ю. ш. 18°31′ в. д. / 17,83° ю. ш. 18,52° в. д. | 5,8         |
| J     | 14°59′ ю. ш. 19°35′ в. д. / 14,99° ю. ш. 19,59° в. д. | 2,7         |
| K     | 13°07′ ю. ш. 19°59′ в. д. / 13,12° ю. ш. 19,99° в. д. | 3,5         |
| L     | 14°24′ ю. ш. 20°54′ в. д. / 14,4° ю. ш. 20,9° в. д.   | 4,1         |
| M     | 13°58′ ю. ш. 21°29′ в. д. / 13,97° ю. ш. 21,48° в. д. | 5,9         |
| N     | 16°57′ ю. ш. 19°26′ в. д. / 16,95° ю. ш. 19,43° в. д. | 6,8         |
| O     | 13°56′ ю. ш. 21°53′ в. д. / 13,94° ю. ш. 21,89° в. д. | 4,7         |
| Q     | 18°00′ ю. ш. 20°28′ в. д. / 18° ю. ш. 20,46° в. д.    | 4,3         |
| R     | 16°42′ ю. ш. 19°41′ в. д. / 16,7° ю. ш. 19,69° в. д.  | 5,0         |
| S     | 14°30′ ю. ш. 19°05′ в. д. / 14,5° ю. ш. 19,09° в. д.  | 8,9         |
| X     | 15°53′ ю. ш. 18°10′ в. д. / 15,89° ю. ш. 18,17° в. д. | 3,8         |

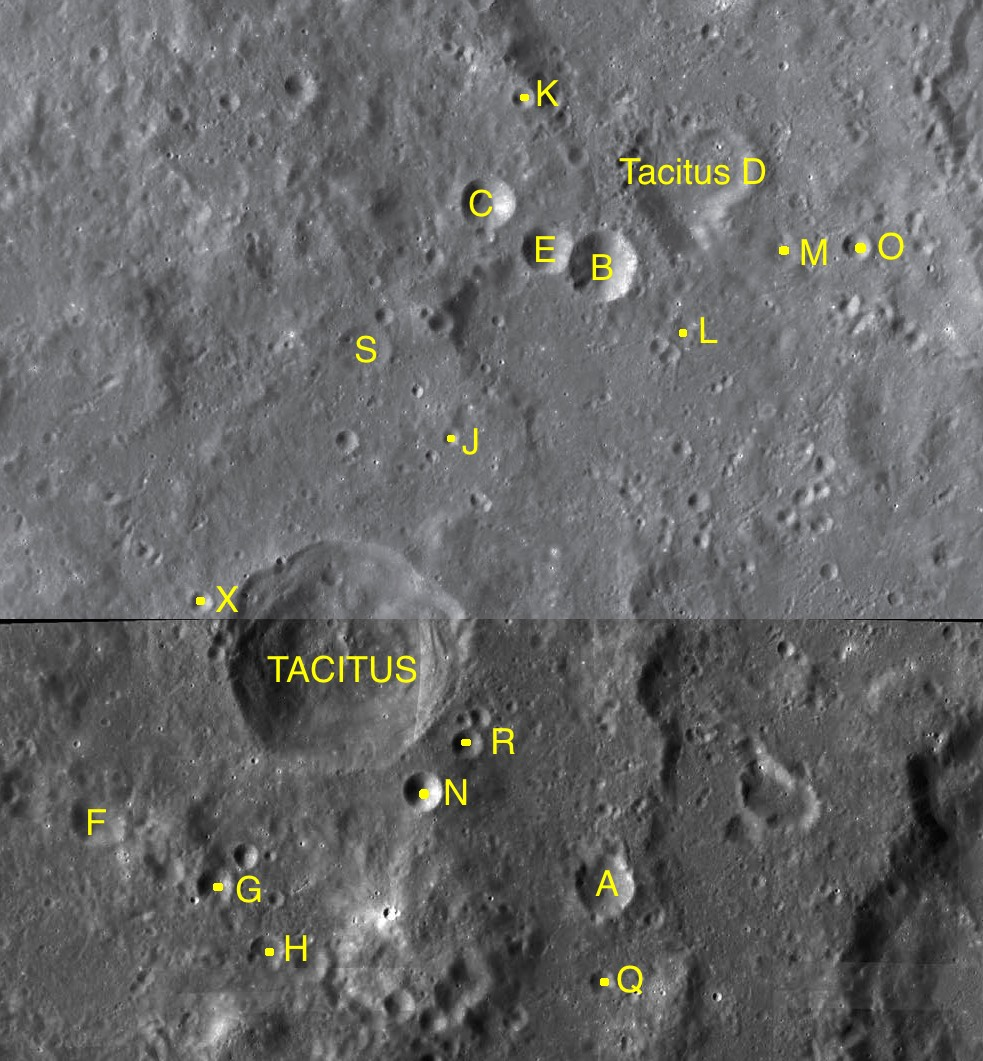
Фрагмент карты LAC-78, LAC-96.

- Высота центрального пика сателлитного кратер Тацит D составляет 500 м[5].

## См.также
- Список кратеров на Луне
- Лунный кратер
- Морфологический каталог кратеров Луны
- Планетная номенклатура
- Селенография
- Минералогия Луны
- Геология Луны
- Поздняя тяжёлая бомбардировка